# Odin By Farstad
Odin By Farstad (* 1. prosince 1997 Malvik) je norský rychlobruslař a shorttrackař.
V rychlobruslařském Světovém poháru juniorů závodil od roku 2014, od dva roky později se představil také na juniorském světovém šampionátu. Od roku 2017 působil v neoseniorském Světovém poháru. Do seriálu seniorského Světového poháru v rychlobruslení vstoupil v roce 2019. Z Mistrovství Evropy 2020 si přivezl stříbrnou medaili z týmového sprintu a v téže disciplíně získal bronz také na Mistrovství světa 2020.
Věnuje se také short tracku, v roce 2018 startoval na Mistrovství Evropy.